# Anton Kralj
Anton Sebastian Kralj, född 12 mars 1998 i Malmö Sankt Pauli församling, Skåne län, är en svensk fotbollsspelare som spelar för Hammarby IF. Hans mor, Anna Ahlström, var med och vann SM-guld med Malmö FF Dam 1986.

## Klubbkarriär
Kraljs moderklubb är Kvarnby IK. Som tolvåring gick han över till Malmö FF. Kralj fick göra A-lagsdebut den 25 mars 2016 i en träningsmatch mot HJK Helsingfors, där han byttes in i den 60:e minuten mot Rasmus Bengtsson.
Den 21 juli 2017 lånades Kralj ut till Superettan-klubben Gefle IF för resten av säsongen som den nye tränaren Poya Asbaghis första förvärv. Redan dagen efter debuterade Kralj i Superettan i en 2–0-förlust mot Varbergs BoIS, där han byttes in i den 65:e minuten mot Jens Portin. Under de resterande 15 matcherna spelade Anton varje minut och assisterade till fyra mål när Gefle lyfte sig från en klar sista plats till att klara sig kvar utan kval i Superettan 2017. På de avslutande 15 matcherna tog Gefle IF 28 av sina totalt 36 poäng under hela säsongen. Tränaren Asbaghi lämnade efter säsongen medan Kralj stannade på lån i Gefle under 2018, men lämnade efter att laget åkt ur Superettan 2018.  
Den 31 januari 2019 skrev Kralj på för norska Sandefjord som åkt ur norska högstaligan året innan. Kralj fick stort förtroende i sin nya klubb och efter att ha debuterat i andra omgången var han helt ordinarie som västerback resten av säsongen. Efter säsongen fick utsågs han till "årets gjennombrudd" i OBOS-ligaen och var fortsatt ordinarie för Sandefjord i högstaligan under 2020. På sensommaren åkte han på en knäskada som höll honom borta från startelvan i två månader. I november testade han positivt för coronaviruset och blev borta ytterligare två matcher men kom tillbaka och spelade de tre sista matcherna när serien avslutades 22 december. 
Den 11 januari 2021 skrev Kralj på för den allsvenska nykomlingen Degerfors IF efter att hans kontrakt gått ut vid årsskiftet. Kralj skrev på för två år med Degerfors och värvades som wingback, en något mer offensiv position än vad han haft i Sandefjord.
Den 24 november 2022 bekräftade Degerfors IF att Anton Kralj lämnar klubben efter Allsvenska säsongen 2022.
Efter att ha lämnat Degerfors IF bekräftade Hammarby IF att Anton Kralj skrivit på ett korttidskontrakt för Stockholmsklubben från 9 mars 2023 fram till sommaren men med option på ytterligare 1,5 år. I juli 2023 meddelade Hammarby att de utnyttjade optionen och kontraktet förlängdes över säsongen 2024.

## Landslagskarriär
Kralj blev i september 2019 uttagen Sveriges U21-landslag EM-kvaltrupp och fick debutera hösten därpå den 18 november 2020 i en 1–4-förlust mot Italien.